# Matt Servitto
Matthew Joseph 'Matt' Servitto (Teaneck, 7 april 1965) is een Amerikaans acteur.

## Biografie
Servitto heeft zijn high school doorlopen aan de Notre Dame High School in Harper Woods. Hierna ging hij acteren leren aan de Juilliard School in New York met een beurs. 
Servitto begon in 1989 met acteren in de televisieserie All My Children. Hierna heeft hij nog meer dan 100 rollen gespeeld in televisieseries en films zoals One Life to Live (1993-1995), The Siege (1998), Hitch (2005), The Sopranos (1999-2007), Brotherhood (2006-2008), Confessions of a Shopaholic (2009) en Harry's Law (2011-2012). Met zijn rol in de televisieserie The Sopranos heeft hij samen met de cast in 2008 een Screen Actors Guild Awards gewonnen in de categorie Beste Optreden met de Cast in een Televisieserie.
Servitto is in 1990 getrouwd.

## Filmografie

### Films
Selectie:
- 2009 Confessions of a Shopaholic – als hoofdober
- 2007 Enchanted – als Arty
- 2007 No Reservations – als dokter
- 2005 Hitch – als Eddie
- 2002 Crime and Punishment – als Razumikhin
- 1998 The Siege – als journalist

### Televisieseries
Uitgezonderd eenmalige gastrollen.
- 2017 - 2023 Billions - als Bob Sweeney - 14 afl.
- 2013 - 2019 Your Pretty Face Is Going to Hell - als Satan - 42 afl.
- 2017 - 2018 NCIS: New Orléans - als kapitein Estes - 6 afl.
- 2018 Homeland - als agent Maslin - 3 afl.
- 2016 The Blacklist - als dr. Sebastian Reifler - 3 afl.
- 2013 - 2016 Banshee – als Brock Lotus - 38 afl.
- 2013 - 2016 Banshee Origins - als Brock Lotus - 3 afl.
- 2011 – 2012 Harry's Law – als rechter Lucas Kirkland – 7 afl.
- 2010 Mercy – als Frank Sloan – 2 afl.
- 1999 – 2010 Law & Order – als Horvath – Jordan Grimaldi – 3 afl.
- 2006 – 2008 Brotherhood – als Donatello – 15 afl.
- 1999 – 2007 The Sopranos – als agent Dwight Harris – 24 afl.
- 2002 – 2003 Hack – als Marty Glavin – 2 afl.
- 1993 – 1995 One Life to Live – als luitenant Nick Manzo - 2 afl.
- 1989 – 1990 All My Children – als Trask Bodine – 73 afl.

### Computerspellen
- 2011 Star Wars: The Old Republic – als toegevoegde stem
- 2002 Mafia: The City of Lost Heaven – als Sam

- International Standard Name Identifier: 0000 0000 7936 1298
- Library of Congress Control Number: no2010081158
- Nationale Bibliotheek van Polen: a0000002186702
- Virtual International Authority File: 121239629
- WorldCat: E39PBJpjcPfhpgBT9VqpkFMkjC